# Josef Steinki
Josef Steinki (* 19. Dezember 1889 in Glottau; † 16. Februar 1945 in Allenstein) war ein deutscher römisch-katholischer Geistlicher und Märtyrer.

## Leben
Josef Steinki, Sohn eines Lehrers, besuchte das Gymnasium in Rößel, machte 1911 Abitur und studierte zuerst Mathematik in München und Breslau, dann katholische Theologie in Braunsberg. Am 9. Juli 1916 wurde er in Frauenburg zum Priester geweiht. Als Kaplan an der Propsteikirche in Königsberg arbeitete er sich in die Wohlfahrtspflege ein und wurde 1924 in Braunsberg Caritas-Direktor des Erzbistums Ermland. Dort wirkte er tatkräftig und segensreich und wurde 1936 zum Domkapitular ernannt.
Als 1937 von den Nationalsozialisten die Betätigung aller katholischen Verbände in Ostpreußen verboten wurde, fand er einen Weg zur heimlichen Fortsetzung der Caritas, wurde aber von einem geistlichen Freund denunziert, zusammen mit Bruno Weichsel und anderen im Januar 1941 von der Gestapo festgenommen und zu dreieinhalb Jahren Gefängnis (in Stuhm) verurteilt. Anfang Februar 1944 kam er vorzeitig frei, durfte jedoch die Kreise Braunsberg und Heilsberg nicht mehr betreten und wurde Krankenhausseelsorger in Allenstein. Nach dem Einmarsch der Roten Armee wurde er dort am 23. Januar 1945 von russischen Soldaten so schwer misshandelt, dass er am 16. Februar im Gefängnis starb. Er war 55 Jahre alt. Sein Grab ist verschollen.

## Gedenken
Die Römisch-katholische Kirche in Deutschland hat Josef Steinki als Märtyrer aus der Zeit des Nationalsozialismus in das deutsche Martyrologium des 20. Jahrhunderts aufgenommen.